# Сколия пятипоясковая
Сколия пятипоясковая (Colpa quinquecincta) — вид осы-сколии рода Colpa (Scoliidae).

## Распространение
Ареал вида охватывает южную и юго-восточную Европу, Крым, Кавказ, Закавказье, Турцию, Иран, Северную Африку, Среднюю Азию, Казахстан.

## Описание
Среднего размера осы, длина 1—2 см. Тело окрашено в чёрный цвет с красновато-жёлтыми отметинами, покрыто относительно длинными волосками. Усики самок состоят из 12, а самцов — из 13 члеников. В передних крыльях развиты вторя возвратная жилка и две замкнутые дискоидальные ячейки. Скутеллюм почти гладкий, без заметной пунктировки (у близких видов Colpa sexmaculata и Colpa klugii скутеллюм с заметной пунктировкой), голова полностью чёрная, а перевязи брюшка красноватые (у Colpa sexmaculata и C. klugii — перевязи брюшка желтоватые и голова с жёлтыми отметинами). Личинки эктопаразиты пластинчатоусых жуков. В Крыму зафиксировано питание взрослых ос на цветках
Limonium gmelinii (Limoniaceae), Melilotus albus (Fabaceae), Euphorbia stepposa (Euphorbiaceae), Eryngium campestre (Apiaceae), Cirsium vulgare (Asteraceae), Cuscuta monogyna (Convolvulaceae), Marrubium peregrinum, Mentha longifolia, Teucrium polium (Lamiaceae), Trachomitum sarmatiense, Cynanchum acutum (Apocynaceae) и Cephalaria transsylvanica (Dipsacaceae).